# 2003 en Belgique
Chronologie de la Belgique
- 1999
- 2000
- 2001
- 2002
- 2003
- 2004
- 2005
- 2006
- 2007

Cette page recense des événements qui se sont produits durant l'année 2003 en Belgique.

## Chronologie

### Janvier 2003
- 30 janvier : la Chambre des Représentants adopte la « proposition de loi ouvrant le mariage à des personnes de même sexe ».

### Avril 2003
- 12 avril : le prince Laurent épouse Claire Coombs.

### Mai 2003
- 18 mai : élections législatives fédérales.

### Juillet 2003
- 12 juillet : prestation de serment du gouvernement Verhofstadt II, composé de socialistes et de libéraux.

### Août 2003
- 1er août : à la suite de fortes pressions diplomatiques, le Parlement abroge la loi dite de « compétence universelle » instaurée en 1993.

### Octobre 2003
1er octobre : fusion des trois institutions universitaires anversoises (UIA, UFSIA, RUCA) : création de l'université d'Anvers.

## Culture

### Cinéma
- Le Fils, de Luc et Jean-Pierre Dardenne.

### Littérature
- Prix Rossel : Ariane Le Fort, Beau-fils (Seuil).

## Sciences
Prix Francqui : Michel Van den Bergh (mathématiques, Université de Hasselt)

## Statistiques
- Population totale au 1er janvier 2003 : 10 355 844 habitants[1].